# Krwawa lalka
Krwawa lalka (fr. La Poupée sanglante) – francuski sześcioodcinkowy serial telewizyjny. Powstał w 1976 roku i początkowo emitowany był w TF1. W Polsce wyświetlany był w 1977 w majowe i czerwcowe soboty w TVP2.
Felieton powstał na podstawie powieści Gastona Leroux o tym samym tytule oraz La machine à assassiner (dosłownie Maszyna do zabijania).
Wspomniany został w jednym z odcinków polskiego komiksu Kubuś Piekielny autorstwa Szarloty Pawel, jako Krwawa pralka.

## Daty emisji odcinków w TVP2 w 1977
- odc. 1: 21 maja 1977 o 22:25
- odc. 2: 28 maja 1977 w 22:05
- odc. 3: 4 czerwca 1977 o 22:50
- odc. 4: 11 czerwca 1977 o 22:30
- odc. 5: 18 czerwca 1977 o 22:05
- odc. 6: 25 czerwca 1977 o 22:10

## Obsada
- Jean-Paul Zehnacker - Bénédict Masson
- Yolande Folliot - Christine
- Ludwig Gaum - Gabriel/Bénédict
- Dominique Leverd - Jacques Quentin
- Julien Verdier - M. Gaillard
- Georges Wod - markiz
- Edith Scob - markiza
- Sacha Pitoëff - doktor Sahib Khan
- Cathy Rosier
- Gabriel Gobin
- Germaine Delbat
- Roland Armontel